# Masaya Kojima
Masaya Kojima (小島 雅也 Kojima Masaya?), född 9 november 1997 i Saitama prefektur, är en japansk fotbollsspelare.
Kojima började sin karriär 2016 i Vegalta Sendai. 2018 flyttade han till FC Machida Zelvia. Efter FC Machida Zelvia spelade han för Zweigen Kanazawa och Thespakusatsu Gunma.